# Wojciech Szewko
Wojciech Bartłomiej Szewko (ur. 10 lipca 1971 w Warszawie) – polski wykładowca akademicki, publicysta, analityk ds. stosunków międzynarodowych, ekspert Fundacji Narodowe Centrum Studiów Strategicznych ds. Bliskiego Wschodu. Były wiceminister nauki w latach 2003-2004.

## Życiorys
W 1995 ukończył z wyróżnieniem studia w Instytucie Stosunków Międzynarodowych Uniwersytetu Warszawskiego. W czasie trwania studiów był stypendystą Ministra Edukacji Narodowej oraz laureatem licznych nagród naukowych, m.in. nagrody imienia prof. Remigiusza Bierzanka oraz Ministra Spraw Zagranicznych. W 2011 obronił na Akademii Humanistycznej im. Aleksandra Gieysztora w Pułtusku pracę doktorską z zakresu nauk o polityce.
W latach 1993–1994 pracował w Komitecie Ekonomicznym Rady Ministrów. Kolejno w latach 1995–1996 był doradcą szefa Urzędu Rady Ministrów. W okresie od 1995 do 1999 był asystentem na Wydziale Dziennikarstwa i Nauk Politycznych Uniwersytetu Warszawskiego. Od 1997 do 2000 był doradcą wicemarszałka sejmu Marka Borowskiego. W 2000 pracował w przedsiębiorstwie Optimus Lockheed Martin Information Technology Group SA (OLM). Od 2000 do 2002 był pracownikiem grupy Enterprise  polskiego oddziału przedsiębiorstwa Microsoft (Enterprise Group Depth), gdzie odpowiedzialny był za projekty informatyczne w administracji publicznej.
W kampanii wyborczej 2001 działał w komitecie wyborczym Marka Borowskiego. W listopadzie 2001 został współfundatorem fundacji Nowoczesna Polska. Od lutego do 22 lipca 2002 był doradcą Prezesa Rady Ministrów Leszka Millera w jego Gabinecie Politycznym. Od 22 lipca 2002 do 26 kwietnia 2004 był podsekretarzem stanu w urzędzie Komitetu Badań Naukowych, a od 1 kwietnia 2003 wiceministrem nauki i informatyzacji. W 2004 był kandydatem do parlamentu europejskiego z ramienia SdPl. Od 12 stycznia 2012 do 14 marca 2013 pełnił funkcję wiceprzewodniczącego Rady Głównej Nauki i Szkolnictwa Wyższego. Od września 2012 do listopada 2013 był prezesem Fundacji Studiów Strategicznych. Od 2012 do 2014 członkiem zarządu   Sojuszu Lewicy Demokratycznej.  Od sierpnia 2015 jest również prezesem  Fundacji Międzynarodowej Współpracy i Rozwoju. 
Był prezesem Polskiej Agencji Informacyjnej Interpress. 1 stycznia 2016 został ekspertem Fundacji Narodowe Centrum Studiów Strategicznych. Był wykładowcą w Wyższej Szkole Humanistycznej w Pułtusku i Akademii Obrony Narodowej. 
Jest wykładowcą w Centrum Badań nad Terroryzmem Collegium Civitas.
Jest także autorem kilkunastu publikacji z dziedziny gospodarczych stosunków międzynarodowych, organizacji międzynarodowych oraz Bliskiego Wschodu i islamskiego dżihadu. Jego zainteresowania naukowe skupiają się na: międzynarodowych stosunkach gospodarczych, bezpieczeństwie energetycznym, stosunkach międzynarodowych na Bliskim Wschodzie, islamskim dżihadzie oraz Państwie Islamskim. Włada biegle językiem angielskim, rosyjskim, francuskim, niemieckim i hiszpańskim. Zna arabski i uczy się urdu.
Był współautorem popularnego podcastu „Gra Imperiów” a obecnie prowadzi autorski projekt „Na wschód od Bliskiego Wschodu” z ponad 190 tys. subskrybentów na YouTube.

## Publikacje
- Księga dżihadu. Wydawnictwo Altenberg, Warszawa 2024, ISBN 9788367500258.
- Sprzeczności w systemie międzynarodowym a powstawanie i działalność organizacji terrorystycznych, w: Piasecka, Paulina et al. (red.): Dwie dekady walki z terroryzmem. Wydawnictwo Difin, Warszawa 2022, ISBN 978-83-8270-092-3.
- Tyś słabszy, jedyna broń słabszego – terroryzm. Narzędzia oddziaływania słabszej strony konfliktu asymetrycznego, w: Plebaniak, Piotr (red.): Sztuka Wojny. Filozofia i praktyka oddziaływania na bieg zdarzeń. Polskie Towarzystwo Geopolityczne, 2020, ISBN 978394862688.